# Cryptopygus anomala
Cryptopygus anomala är en urinsektsart som beskrevs av Linnaniemi 1912. Cryptopygus anomala ingår i släktet Cryptopygus och familjen Isotomidae. Inga underarter finns listade i Catalogue of Life.